# Východ Spojených států amerických

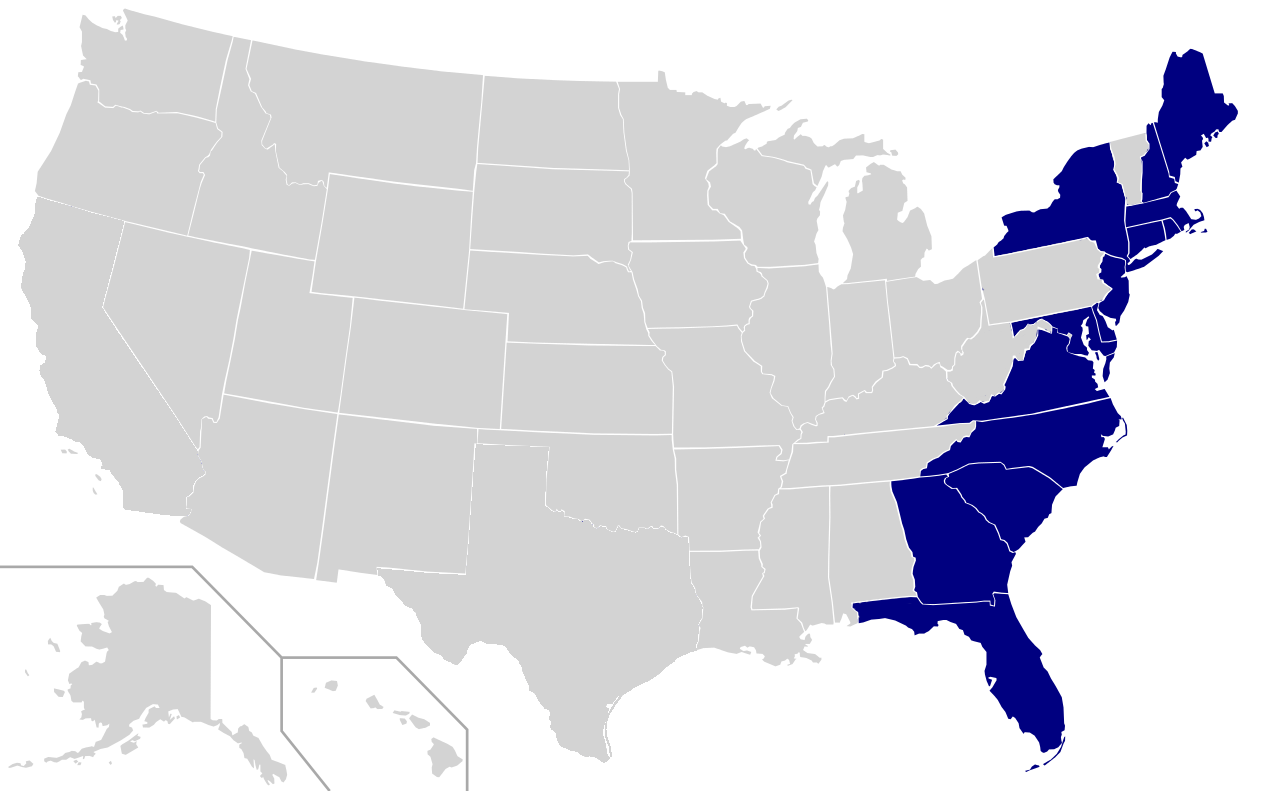
Americký Východ na mapě

Východ nebo Americký Východ či Východ Spojených států je region USA tradičně definován jako státy ležící na východ od řeky Mississippi. První dvě řady států západně od Mississippi se obvykle považují za Západ, ale mohou se považovat i za Východ, obvykle v regionálních modelech, které neobsahují středního regionu. Podle odhadů pro rok 2006 zde žilo asi 148 milionů obyvatel.

## Státy Amerického Východu
Mezi státy, které náleží do oblasti Amerického Východu patří:
- Maine
- New Hampshire
- Massachusetts
- Rhode Island
- Connecticut
- New York
- New Jersey
- Delaware
- Maryland
- Virginie
- Severní Karolína
- Jižní Karolína
- Georgie
- Florida

## Největší města

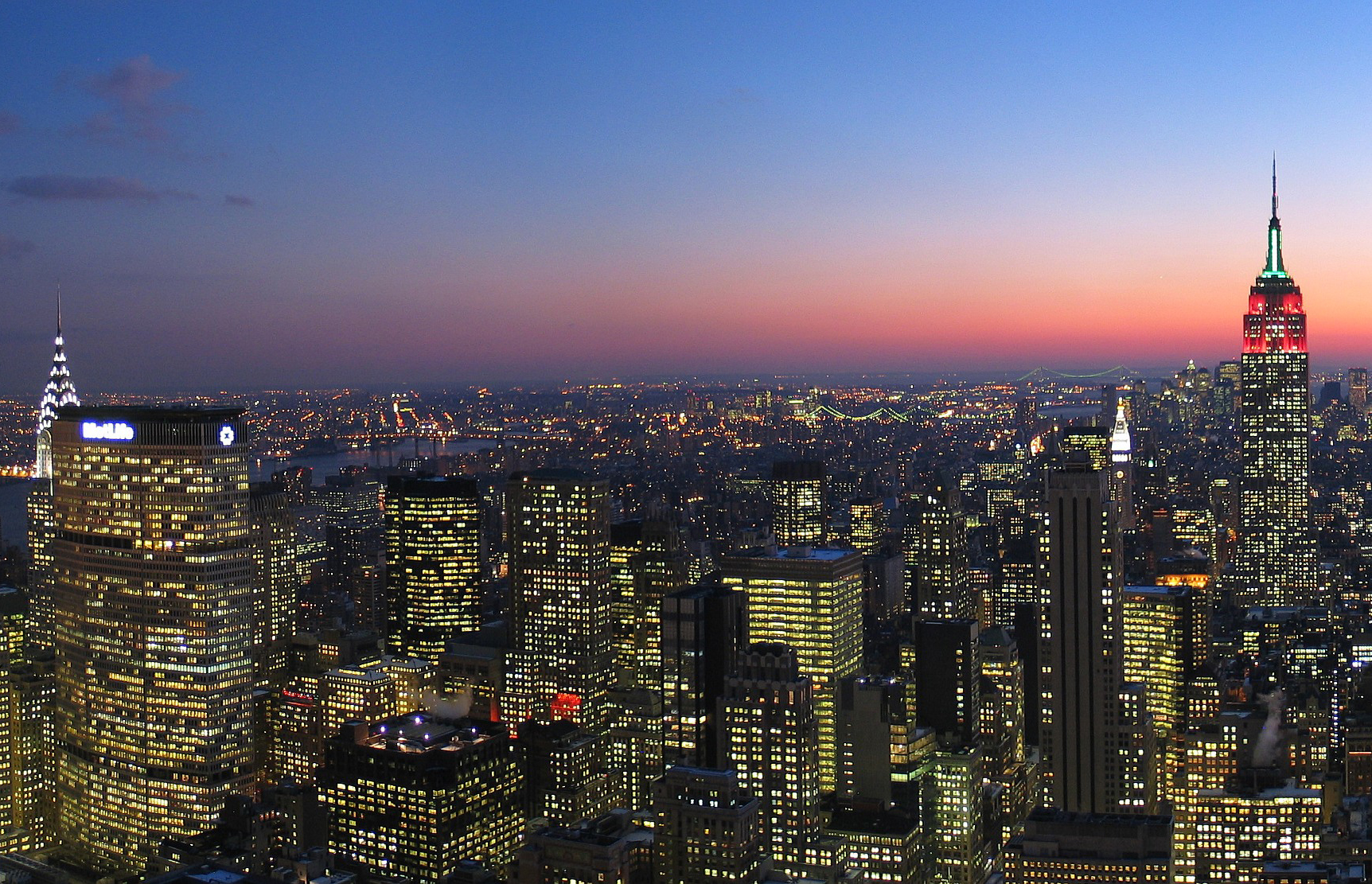
New York City populace: 8 175 133
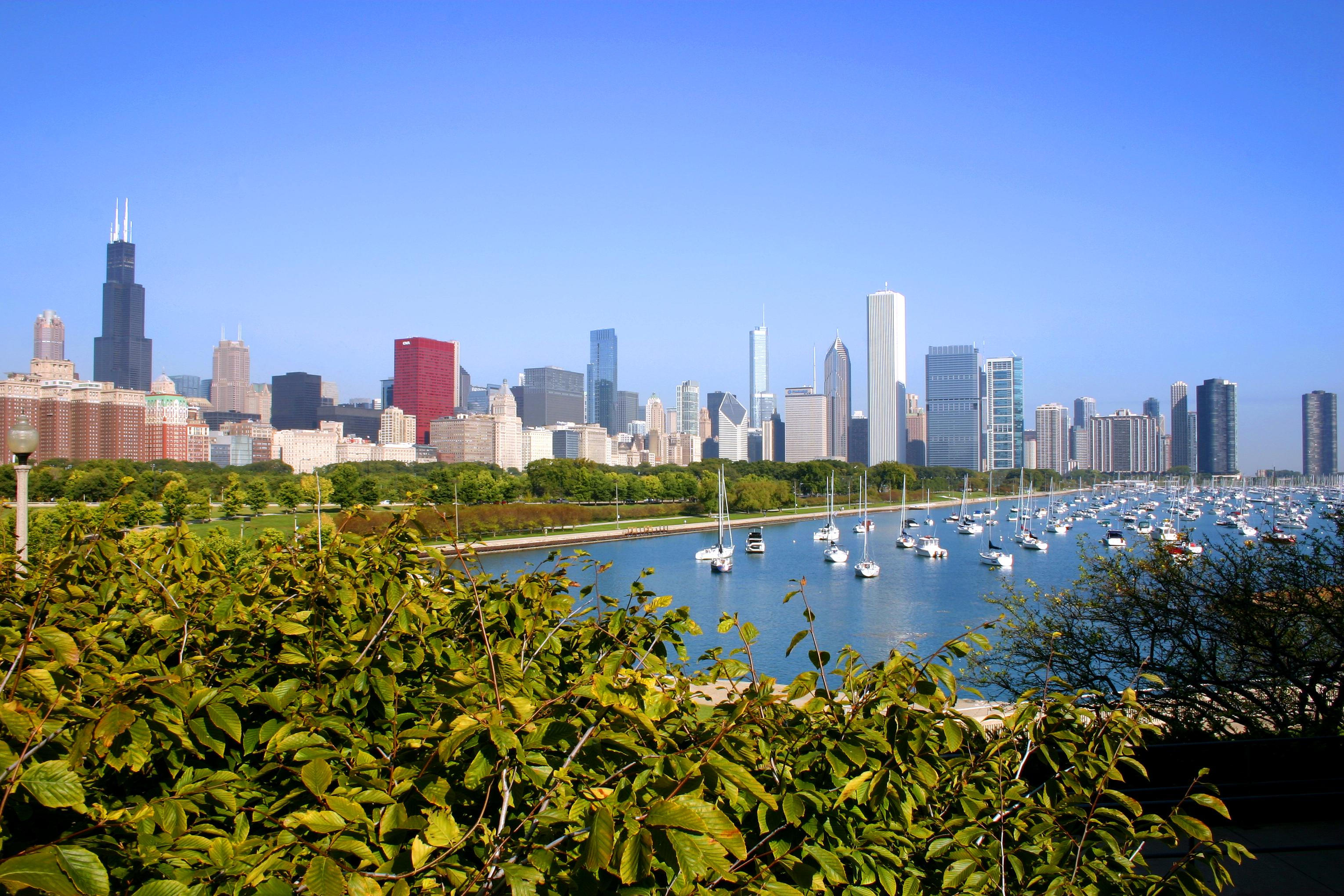
Chicago populace: 2 695 598
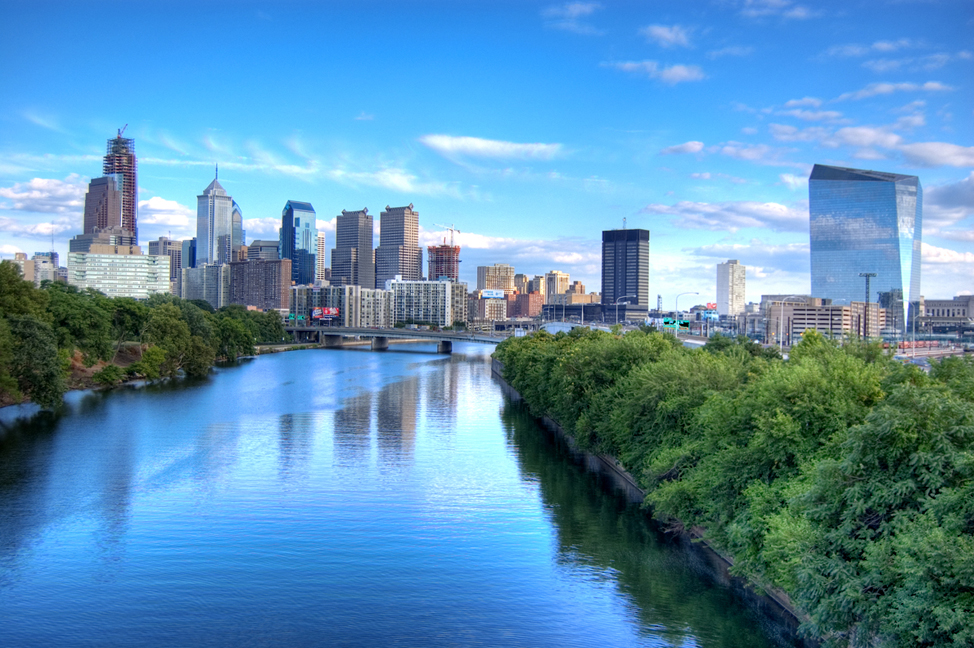
Philadelphia populace: 1 526 006
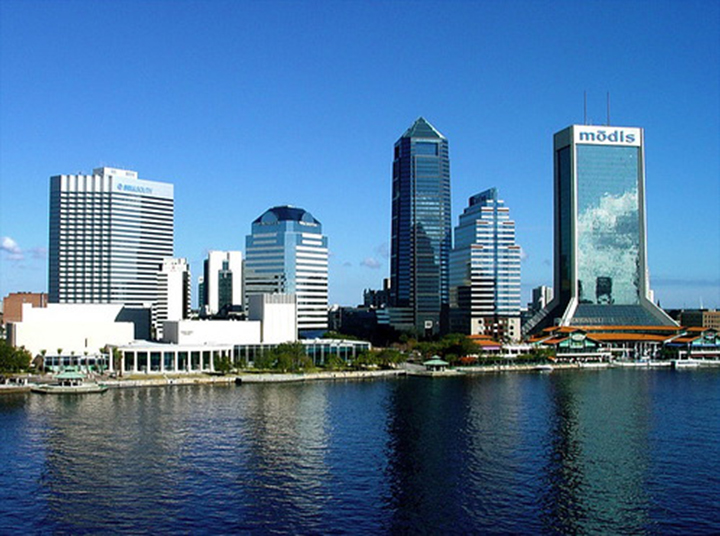
Jacksonville populace: 821 784
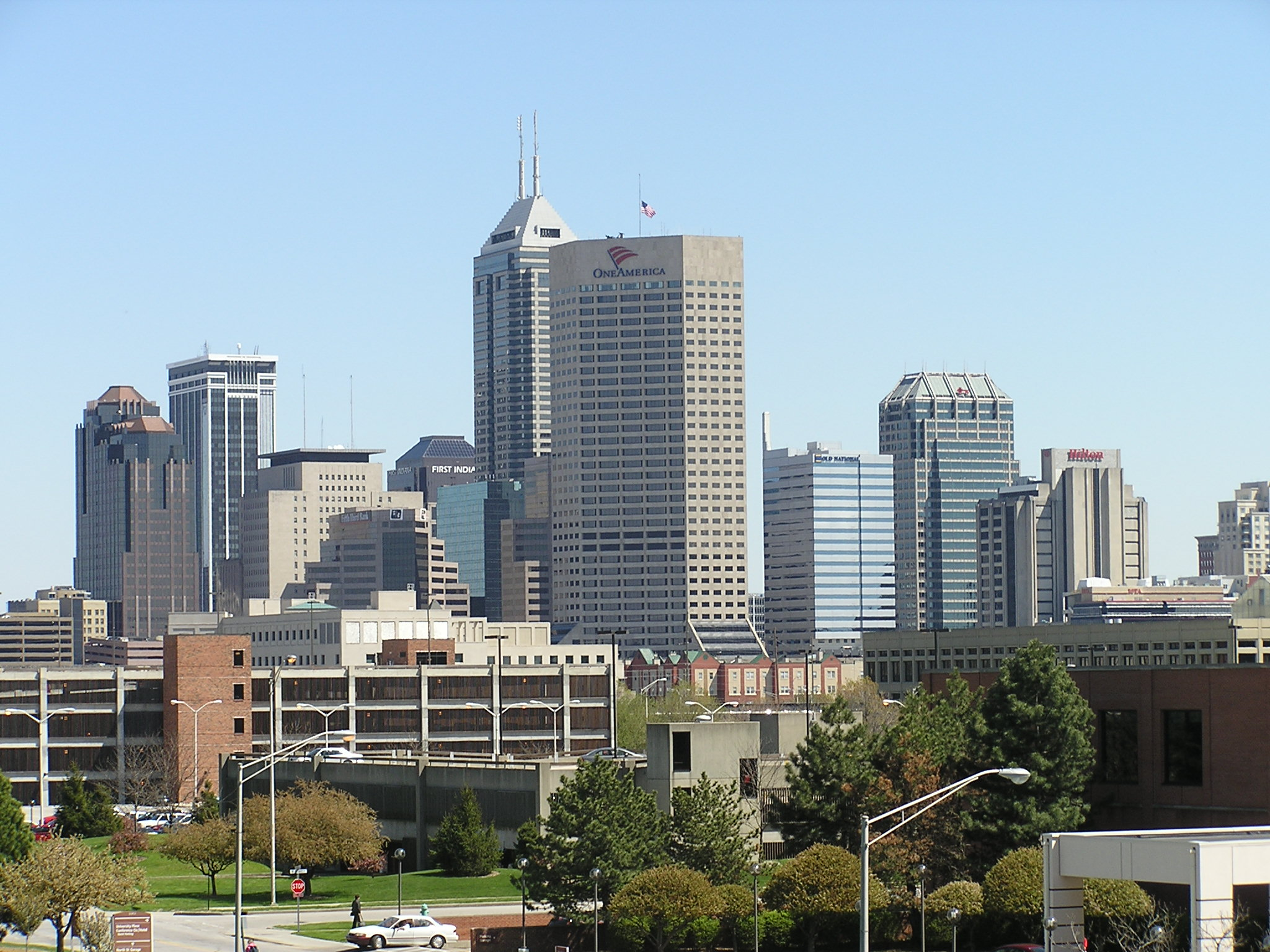
Indianapolis populace: 820 445